# Voitures EuroCity 61 85
Les voitures EuroCity 61 85 forment une série de voitures EuroCity unifiées des Chemins de fer fédéraux suisses (CFF). Ce sont des voitures aménagées en salle avec allée centrale et des sièges en vis-à-vis. On distingue :
- 70 Apm 61 85 10-90 de 60 places de 1re classe
- 155 Bpm 61 85 20-90 de 80 places de deuxième classe.

On rattache aussi à cette série les voitures panoramiques, d'aspect extérieur différent :
- 12 Apm 61 85 19-90 de 54 places de 1re classe

## Explication
Dans les années 1989-1995, les CFF disposent d'un grand nombre de véhicules pour ses services EuroCity avec les 1 980 Bpm RIC et les VU IV. Les deux types de voiture ont la même caisse avec dix fenêtres entre des portes louvoyantes-coulissantes situées aux extrémités. Leurs dimensions sont cohérentes avec le standard UIC-Z1. Le toit rappelle celui des voitures Corail françaises. Leurs couleurs en deux tons de gris avec des bandes intermédiaires ont déjà été utilisées pour l'EuroCity TEE. La bande de peinture claire de l'Eurofima a été maintenue. La zone blanche au-dessus de la bande de suivi a été tenue dans l'ombre. Les voitures de première comme de deuxième classe sont à couloir central, avec sièges en vis-à-vis.
Ces voitures sont autorisées RIC et peuvent circuler à la vitesse maximale de 200 km/h. Au total, 70 Apm et 155 Bpm ont été fournies.
Les magazines étrangers utilisent parfois la dénomination erronée de « VU V ». Mais elles appartiennent de par leur construction au même groupe que les Bt IC ou les VU IV.

### Deuxième livraison
À partir de la deuxième livraison, les voitures seront munies de toilettes à circuit fermé, de places pour fauteuils roulants, ainsi que des pictogrammes carrés rouges aux coins des voitures. Les 16 premières livrées des 115 voitures (240-255) prévues ont été munies d'emplacements pour vélos. Elles sont reconnaissables à leurs grands pictogrammes extérieurs. Certaines voitures sont déjà équipées de toilettes à circuit fermé.
En février 2008, le conseil d'administration des CFF, décide de moderniser les 236 voitures EuroCity (70 Apm, 12 voitures panoramiques, 154 Bpm) à partir de 2009 pour 137 millions de francs suisses et de moderniser l'accès pour les personnes à mobilité réduite. Dans ces voitures, on trouvera des toilettes en circuit fermé et des prises de courant.
En 2009, les voitures qui ne l'étaient pas encore sont climatisées.

### Voitures Cisalpino

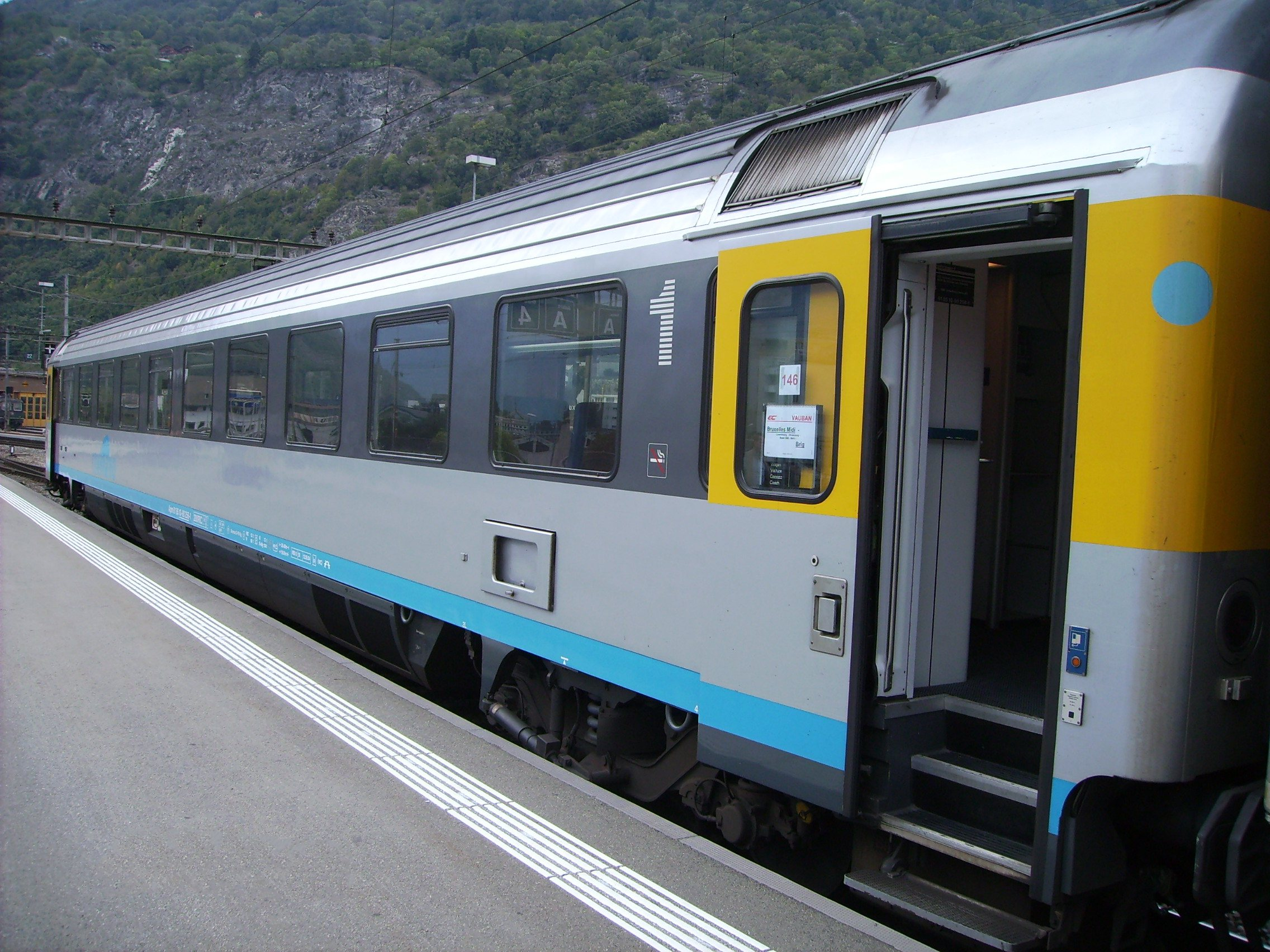
Apm EC avec toilettes à circuit fermé.

Une partie d'entre elles (Apm 251-260 et Bpm 309-328) ont été repeintes en livrée Cisalpino comme les voitures italiennes, mais restent la propriété des CFF.

- Apm 61 85 10-90 (222, 238, 241, 246, 247, 251 à 260)
- Bpm 61 85 20-90 (309 à 328)

## Rayons d'utilisation
- EuroCity
- InterCity
- InterRegio

## Modélisme
Ces voitures sont proposées en HO par Roco :
- Apm 61 85 10-90 (ref. 44771)
- Bpm 61 85 20-90 (ref. 44770)